# Taiwan Power Company FC
Der Taiwan Power Company Football Club, kurz Taipower FC, ist eine Fußballwerksmannschaft der Taiwan Power Company aus Fengshan in Taiwan. Die Mannschaft spielt aktuell in der ersten Liga, der Taiwan Football Premier League.

## Erfolge

### National
- 1. Liga

Meister 1987, 1990, 1992, 1994, 1995, 1996, 1997, 1998, 1999, 2001, 2002, 2003, 2004, 2007, 2008, 2011, 2012, 2014, 2016
Vizemeister 1988, 1993, 2005, 2006, 2009, 2013, 2017, 2018, 2019, 2020, 2021

### International
- AFC President’s Cup: 2011

## Stadion
Der Verein trägt seine Heimspiele im Nationalstadion Kaohsiung im Bezirk Zuoying der Stadt Kaohsiung aus. Das Stadion hat ein Fassungsvermögen von 55.000 Personen.

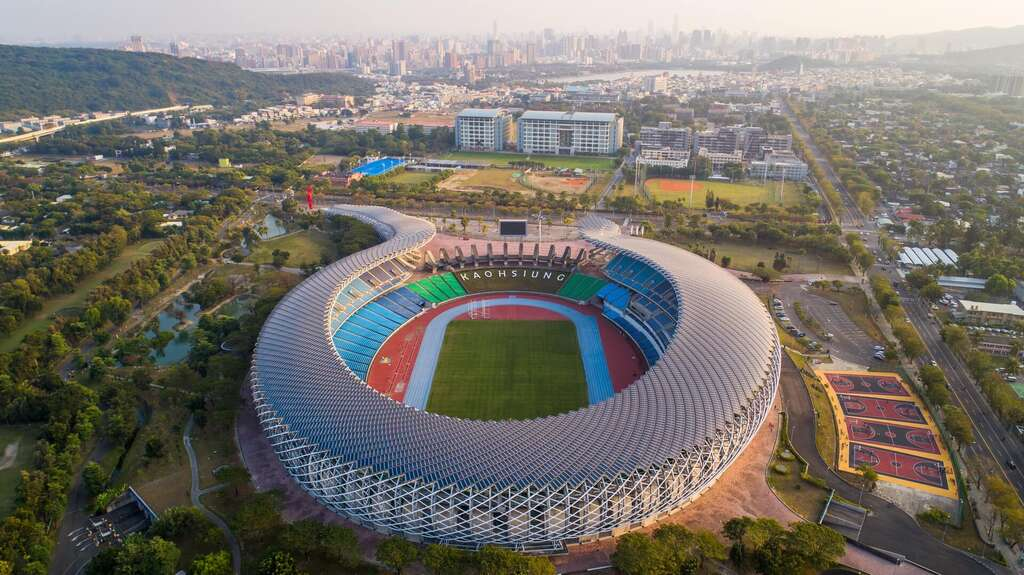
Nationalstadion Kaohsiung

## Trainerchronik
Stand: Mai 2022
| Trainer       | Nation | von          | bis |
| ------------- | ------ | ------------ | --- |
| Chen Kuei-Jen | Taiwan | 1. Juli 2004 |     |